# Sarah Banks
Sarah Banks – brytyjska filozofka, etyczka, historyk społeczny, znawczyni zagadnień pracy socjalnej, profesor Uniwersytetu Durham.

## Życiorys
Pracowała jako wolontariuszka, a także przy wspierania społeczności lokalnych, jak również w usługach społecznych władz lokalnych.
Obecnie jest profesorem Uniwersytetu Durham. Ma stopnie naukowe z filozofii, historii społecznej i pracy socjalnej. Jej zainteresowania badawcze obejmują etykę zawodową, rozwój społeczności i badania społeczne oparte na partycypacji.
Jest dyrektorem Centrum Sprawiedliwości Społecznej i Działania Społecznego na Uniwersytecie Durham, który promuje i wspiera badania udziału w wysiłkach na rzecz wprowadzania sprawiedliwości społecznej. Współprzewodniczy Grupie Badań Etyki Pracy Socjalnej Europejskiego Stowarzyszenia Badań Pracy Socjalnej. Zainicjowała i zwoływała przez wiele lat Europejski Projekt Etyki Społecznej – grupę naukowców z różnych krajów, którzy podjęli badania i prace nad programem nauczania na temat praktykowania etyki. Brała udział w opracowywaniu i rewizji kodeksów etycznych dla organów krajowych i międzynarodowych, w tym National Youth Agency, International Federation of Social Workers i British Association of Social Workers. Koordynowała tworzenie wytycznych etycznych w Wielkiej Brytanii dotyczących badań uczestniczenia w społecznościach i na arenie międzynarodowej w celu uczestnictwa w badaniach dotyczących zdrowia. Jest członkiem Komitetu Wykonawczego Międzynarodowej Współpracy na rzecz Badawczych Badań Zdrowotnych oraz wieloletnim członkiem zarządu Durham Community Action oraz powiernikiem Society for Furtherance of Critical Philosophy. Koordynuje prace doktorantów, którzy badają aspekty pracy na rzecz rozwoju społeczności lokalnych, pracy z młodzieżą, etyki i praktyk politycznych w pracy socjalnej.
Ostatnie jej projekty badawcze obejmują prace nad aktywnością obywatelską i rozwojem społeczności, zadłużeniem gospodarstw domowych, wiarą i bioetyką, wyzwaniami etycznymi w badaniach społecznych opartych na partycypacji.

## Publikacje
Wybrane publikacje:
- Ethics, Equity and Community Development, współredakcja,
- A Community Development Approach, współredakcja,
- Ethics in Participatory Research for Health and Social Well-being (z Mary Brydon-Miller),
- Participatory Research for Health and Social Well-Being, współautorstwo,
- Ethics and Values in Social Work, czwarte wydanie przetłumaczone na język japoński i chiński,
- Ethics in Professional Life: Virtues for Health and Social Care, współautorstwo,
- Practising Social Work Ethics around the World: Cases and Commentaries, współredakcja z Kirsten Nøhr[1].